# Peter von Kameke
Peter von Kameke, auch Kamecke (* 1541; † 1615) war herzoglich pommerscher Oberhofmarschall, Schlosshauptmann und Geheimer Rat.

## Leben
Er entstammte dem alten pommerschen Adelsgeschlecht von Kameke. Er war Hofkämmerer, Oberhofmarschall und Geheimer Rat des Herzogs Johann Friedrich sowie Gutsherr auf Lassehne bei Köslin. Da er als Pilger das Heilige Land bereist hatte, führte er den Ehrentitel „Ritter vom Heiligen Grabe und vom Katharinenkloster in Bethlehem“.
Kamekes Name erscheint in Verbindung mit der Hexenverfolgung der Elisabeth von Doberschütz, gegen die er gemeinsam mit dem Hofjunker Jakob von Kleist bis zu deren Hinrichtung (1591) vorging. Eigentliches Ziel der Intrige war allerdings ihr Ehemann Melchior von Doberschütz, der – aus Brandenburg stammend – statt eines pommerschen Adligen Amtshauptmann von Neustettin geworden war und den Neid der pommerschen Höflinge erweckt hatte. Elisabeth von Doberschütz soll Kameke sowie anderen Hofbeamten und sogar dem Herzog vergiftete Getränke gegeben haben, die „ihnen Witz und Sinn genommen“ haben sollen, wodurch sie dessen Gunst für sich bzw. ihren Ehemann gewonnen habe.
Um 1600 ließ Kameke die Dorfkirche von Lassehne renovieren und stiftete einen frühbarocken Schnitzaltar. Sein Epitaph stand bis 1945 in dieser Kirche; heute (2010) befindet es sich in der Marienkirche von Koszalin (Köslin).